# Verteidigungsraum
Der Verteidigungsraum ist der einem militärischen Verband im Rahmen eines Operationsplanes zugewiesene Raum, der auch gegen Feinddruck zu behaupten ist. Im Rahmen einer flexibel geführten Verteidigung können Teile des Verteidigungsraumes zumindest zeitlich begrenzt aufgegeben werden, solange ggf. befohlenes Schlüsselgelände gehalten wird und der Zusammenhang der Verteidigung insgesamt gewahrt wird, unter anderem auch die Verbindung zu den benachbarten Verbänden.
Innerhalb des Verteidigungsraumes weist der Kommandeur im Rahmen seines Planes für den Einsatz den nachgeordneten Einheiten Stellungsräume für das beweglich zu führenden Gefecht oder im Ausnahmefall eine Stellung mit geringer Tiefe zu.
Stellungen werden auch an den Flanken und im rückwärtigen Teil des Verteidigungsraumes geplant und durch Reservekräfte erkundet, ggf. auch vorbereitet, um angreifenden Feind vor diesen Stellungen aufzufangen und zu stauen, z. B. als Voraussetzung für den Erfolg eigener vorausgeplanter Gegenangriffe.
Im rückwärtigen Teil des Verteidigungsraumes werden außerdem den zugewiesenen Kampfunterstützungs-, Führungs- und Einsatzunterstützungskräften im Rahmen der Raumordnung eigene Einsatzräume zugewiesen.